# Lucas Naranjo
Lucas Naranjo, stupad i strid med spanska presidiosoldater i Nuevo México den 24 juli 1696, var en puebloindiansk upprorsledare. Han var av afro-indiansk börd och son till Domingo Naranjo, en av  ledarna för Pueblorevolten 1680.

## Upprorsförsöket
Sedan spanjorerna under Don Diego de Vargas återtagit kontrollen över puebloindianernas område, plancerade vissa puebloindianska ledare ett nytt uppror. Detta uppror saknade dock det stöd som låg bakom det stora upproret 1680 och var splittrad i flera fraktioner. En av de största fraktionerna leddes av Lucas Naranjo.
Den 24 juli 1696 låg Lucas Naranjo och en styrka från Santa Clara Pueblo i bakhåll för en styrka presidiosoldater och civila spansktalande vid en plats kallad El Embudo, utanför Taos. Naranjos män var grupperade på en hög höjd ovanför ett pass, i skydd av klippor. Nerifrån sköt de spanska soldaterna på dem. Genom en lyckträff blev Lucas Naranjo skjuten och föll ner bland spanjorerna. Skytten, Antonio Cisneros, skar av hans huvud och förde det till Don Diego. När deras ledare stupat, drog sig de övriga i upprorstyrkan snabbt tillbaka.
Enligt vissa källor var det Lucas broder, José López Naranjo, som informerade de spanska myndigheterna om upprorsförsöket och medverkade till att brodern dödades. José skall sedan ha tagit Lucas huvud med sig till guvernör Vargas.  Detta motsägs dock av ovanstående redogörelse som bygger på ögonvittnesskildringar.